# Netlify
Netlify est une entreprise américano-danoise, fondée en 2014 qui propose des services d'hébergement et de cloud computing sans serveur pour les sites web statiques. Son siège social se trouve à San Francisco, Californie.